# Patinage de vitesse aux Jeux olympiques de 2018 – Poursuite par équipes hommes
Navigation
Sotchi 2014 Pékin 2022
La poursuite par équipes masculine de patinage de vitesse aux Jeux olympiques de 2018 a lieu les 18 et 21 février 2018.

## Records
Avant cette compétition, les records dans cette discipline étaient les suivants :
| Record du monde         | 3 min 35 s 60 | Pays-Bas Koen Verweij Jan Blokhuijsen Sven Kramer      | 16 novembre 2013 | Salt Lake City |
| Record olympique        | 3 min 37 s 71 | Pays-Bas Jan Blokhuijsen Sven Kramer Koen Verweij      | 22 février 2014  | Sotchi         |
| Record du tour de piste | 3 min 40 s 66 | Pays-Bas Jorrit Bergsma Jan Blokhuijsen Douwe de Vries | 10 février 2017  | Gangneung      |

## Médaillés
| Or                                                                               | Argent                                                 | Bronze                                                          |
| Norvège Håvard Bøkko Simen Spieler Nilsen Sverre Lunde Pedersen Sindre Henriksen | Corée du Sud Chung Jae-won Kim Min-seok Lee Seung-hoon | Pays-Bas Jan Blokhuijsen Sven Kramer Patrick Roest Koen Verweij |

## Résultats

### Quarts de finale
| Rang | Série | Pays             | Athlètes                                                    | Temps         | Notes         |
| ---- | ----- | ---------------- | ----------------------------------------------------------- | ------------- | ------------- |
| 1    | 2     | Corée du Sud     | Chung Jae-won Kim Min-seok Lee Seung-hoon                   | 3 min 39 s 29 | Demi-finale 1 |
| 2    | 4     | Pays-Bas         | Jan Blokhuijsen Sven Kramer Koen Verweij                    | 3 min 40 s 03 | Demi-finale 2 |
| 3    | 1     | Norvège          | Sindre Henriksen Simen Spieler Nilsen Sverre Lunde Pedersen | 3 min 40 s 09 | Demi-finale 2 |
| 4    | 1     | Nouvelle-Zélande | Shane Dobbin Reyon Kay Peter Michael                        | 3 min 41 s 18 | Demi-finale 1 |
| 5    | 3     | Japon            | Seitaro Ichinohe Shota Nakamura Shane Williamson            | 3 min 41 s 62 | Finale C      |
| 6    | 2     | Italie           | Riccardo Bugari Andrea Giovannini Nicola Tumolero           | 3 min 41 s 64 | Finale C      |
| 7    | 3     | Canada           | Jordan Belchos Ted-Jan Bloemen Denny Morrison               | 3 min 41 s 73 | Finale D      |
| 8    | 4     | États-Unis       | Brian Hansen Emery Lehman Joey Mantia                       | 3 min 42 s 98 | Finale D      |

### Demi-finales
| Rang          | Pays             | Patineurs                                               | Temps         | Retard   | Notes            |
| ------------- | ---------------- | ------------------------------------------------------- | ------------- | -------- | ---------------- |
| Demi-finale 1 |                  |                                                         |               |          |                  |
| 1             | Corée du Sud     | Chung Jae-won Kim Min-seok Lee Seung-hoon               | 3 min 38 s 82 | —        | Finale A         |
| 2             | Nouvelle-Zélande | Shane Dobbin Reyon Kay Peter Michael                    | 3 min 39 s 53 | + 0 s 71 | Finale B         |
| Demi-finale 2 |                  |                                                         |               |          |                  |
| 1             | Norvège          | Håvard Bøkko Simen Spieler Nilsen Sverre Lunde Pedersen | 3 min 37 s 08 | —        | Finale A, OR, TR |
| 2             | Pays-Bas         | Jan Blokhuijsen Sven Kramer Patrick Roest               | 3 min 38 s 46 | + 1 s 38 | Finale B         |

### Finales
| Rang final                            | Pays             | Patineurs                                               | Temps         | Retard  | Notes |
| ------------------------------------- | ---------------- | ------------------------------------------------------- | ------------- | ------- | ----- |
| Finale A (pour la médaille d'or)      |                  |                                                         |               |         |       |
| 1                                     | Norvège          | Håvard Bøkko Simen Spieler Nilsen Sverre Lunde Pedersen | 3 min 37 s 32 | —       |       |
| 2                                     | Corée du Sud     | Chung Jae-won Kim Min-seok Lee Seung-hoon               | 3 min 38 s 52 | +1 s 20 |       |
| Finale B (pour la médaille de bronze) |                  |                                                         |               |         |       |
| 3                                     | Pays-Bas         | Jan Blokhuijsen Sven Kramer Patrick Roest               | 3 min 38 s 40 | —       |       |
| 4                                     | Nouvelle-Zélande | Shane Dobbin Reyon Kay Peter Michael                    | 3 min 43 s 54 | +5 s 14 |       |
| Finale C                              |                  |                                                         |               |         |       |
| 5                                     | Japon            | Seitaro Ichinohe Ryosuke Tsuchiya Shane Williamson      | 3 min 41 s 62 | —       |       |
| 6                                     | Italie           | Riccardo Bugari Andrea Giovannini Nicola Tumolero       | DSQ           |         |       |
| Finale D                              |                  |                                                         |               |         |       |
| 7                                     | Canada           | Ted-Jan Bloemen Ben Donnelly Denny Morrison             | 3 min 42 s 16 | —       |       |
| 8                                     | États-Unis       | Jonathan Garcia Brian Hansen Emery Lehman               | 3 min 50 s 77 | +8 s 61 |       |